# Kanton Saint-Quentin-2
Kanton Saint-Quentin-2 (fr. Canton de Saint-Quentin-2) je francouzský kanton v departementu Aisne v regionu Hauts-de-France. Tvoří ho 10 obcí a část města Saint-Quentin. Kanton vznikl v roce 2015.

## Obce kantonu
- Essigny-le-Petit
- Fieulaine
- Fonsomme
- Fontaine-Notre-Dame
- Lesdins
- Marcy
- Morcourt
- Omissy
- Remaucourt
- Rouvroy
- Saint-Quentin (část)